# Noua Democrație (Grecia)
Noua Democrație (ND; în greacă Νέα Δημοκρατία, transliterat: Néa Dimokratía), este un partid politic din Grecia liberal-conservator. În politica contemporană a Greciei, Noua Democrație este principalul partid de centru-dreapta și unul dintre cele două mari partide alături de rivalul său istoric, Mișcarea Socialistă Panelenică (PASOK). Noua Democrație și PASOK au fost create ca urmare a răsturnării juntei militare în 1974, și au alternat la conducerea Greciei timp de patru decenii. Ca urmare a declinului electoral al PASOK, Noua Democrație a rămas unul dintre cele două partide mari în Grecia, celălalt fiind Coaliția Stângii Radicale (SYRIZA).
După ce a petrecut patru ani și jumătate în opoziție contra guvernului condus de SYRIZA, Noua Democrație și-a recăpătat majoritatea în Parlamentul Greciei și a revenit la guvernare sub Kyriakos Mitsotakis după alegerile legislative din 2019.
Sprijinul pentru Noua Democrație vine de la o bază largă de electorat, de la centriști la conservatori și naționaliști la post-moderniști. Din punct de vedere geografic, baza sa principală de sprijin se află în zonele rurale ale Greciei, precum și în centrele orașelor Atena și Salonic. Sprijinul pentru partid este în general mai scăzut în zone precum Arta, Ahaia și Creta, cu excepția unor părți din Chania și Rethymno. În mod tradițional, Noua Democrație primește cele mai mari procente în Laconia, Messinia, Kastoria și Serres.
Partidul a fost fondat în 1974 de Konstantinos Karamanlis și în același an a format primul guvern al celei de A Treia Republici Elene. Noua Democrație este membru al Partidului Popular European, cel mai mare partid politic european din 1999, al Internaționalei Centrist-Democrate și al Uniunii Democrate Internaționale.

## Ideologie
Poziția politică a partidului Noua Democrație este considerată ca fiind de centru-dreapta. Principalele ideologii ale partidului au fost descrise ca fiind liberal-conservatoare, sau conservator-liberale, creștin democrate, și cu o poziție pro-europeană.

## Istorie electorală

### Alegeri parlamentare
Votul popular la alegerile parlamentare
|  | Graficele sunt indisponibile din cauza unor probleme tehnice. Mai multe informații se găsesc la Phabricator și la wiki-ul MediaWiki. |

| Alegeri         | Parlamentul Greciei | Parlamentul Greciei | Parlamentul Greciei | Parlamentul Greciei | Parlamentul Greciei | Poziție | Guvern                          | Leader                  |
| Alegeri         | Voturi              | %                   | ±pp                 | Locuri câștigate    | +/−                 | Poziție | Guvern                          | Leader                  |
| --------------- | ------------------- | ------------------- | ------------------- | ------------------- | ------------------- | ------- | ------------------------------- | ----------------------- |
| 1974            | 2,669,133           | 54.37%              | New                 | 220 / 300           | ▲ 220               | #1      | Guvern                          | Konstantinos Karamanlis |
| 1977            | 2,146,365           | 41.84%              | -12.53              | 171 / 300           | ▼ 49                | #1      | Guvern                          | Konstantinos Karamanlis |
| 1981            | 2,034,496           | 35.88%              | -5.96               | 115 / 300           | ▼ 56                | #2      | Opoziție                        | Georgios Rallis         |
| 1985            | 2,599,681           | 40.85%              | +4.97               | 126 / 300           | ▲ 11                | #2      | Opoziție                        | Constantine Mitsotakis  |
| Iunie 1989      | 2,887,488           | 44.28%              | +3.43               | 145 / 300           | ▲ 19                | #1      | Guvern minoritar apoi interimar | Constantine Mitsotakis  |
| Noiembrie 1989  | 3,093,479           | 46.19%              | +1.91               | 148 / 300           | ▲ 3                 | #1      | Guvern interimar                | Constantine Mitsotakis  |
| 1990            | 3,088,137           | 46.89%              | +0.70               | 150 / 300           | ▲ 2                 | #1      | Guvern                          | Constantine Mitsotakis  |
| 1993            | 2,711,737           | 39.30%              | -7.59               | 111 / 300           | ▼ 39                | #2      | Opoziție                        | Constantine Mitsotakis  |
| 1996            | 2,586,089           | 38.12%              | -1.18               | 108 / 300           | ▼ 3                 | #2      | Opoziție                        | Miltiadis Evert         |
| 2000            | 2,935,196           | 42.74%              | +4.62               | 125 / 300           | ▲ 17                | #2      | Opoziție                        | Kostas Karamanlis       |
| 2004            | 3,360,424           | 45.36%              | +2.62               | 165 / 300           | ▲ 40                | #1      | Guvern                          | Kostas Karamanlis       |
| 2007            | 2,994,979           | 41.87%              | -3.49               | 152 / 300           | ▼ 13                | #1      | Guvern                          | Kostas Karamanlis       |
| 2009            | 2,295,967           | 33.47%              | -8.40               | 91 / 300            | ▼ 61                | #2      | Opoziție                        | Kostas Karamanlis       |
| Mai 2012        | 1,192,103           | 18.85%              | -14.62              | 108 / 300           | ▲ 17                | #1      | Guvern interimar                | Antonis Samaras         |
| Iunie 2012      | 1,825,497           | 29.66%              | +10.81              | 129 / 300           | ▲ 21                | #1      | Guvern de coaliție              | Antonis Samaras         |
| Ianuarie 2015   | 1,718,694           | 27.81%              | -1.85               | 76 / 300            | ▼ 53                | #2      | Opoziție                        | Antonis Samaras         |
| Septembrie 2015 | 1,526,205           | 28.09%              | +0.28               | 75 / 300            | ▼ 1                 | #2      | Opoziție                        | Vangelis Meimarakis     |
| 2019            | 2,251,411           | 39.85%              | +11.76              | 158 / 300           | ▲ 83                | #1      | Guvern                          | Kyriakos Mitsotakis     |
| Mai 2023        | 2,407,860           | 40.79%              | +0.94               | 146 / 300           | ▼ 12                | #1      | Alegeri anticipate              | Kyriakos Mitsotakis     |
| Iunie 2023      | 2,113,087           | 40.55%              | -0.24               | 158 / 300           | ▲ 12                | #1      | Guvern                          | Kyriakos Mitsotakis     |

### Alegeri pentru Parlamentul European
| Parlamentul European | Parlamentul European | Parlamentul European | Parlamentul European | Parlamentul European | Parlamentul European | Parlamentul European | Parlamentul European   |
| Alegeri              | Voturi               | %                    | ±pp                  | Locuri câștigate     | +/−                  | Poziție              | Lider                  |
| -------------------- | -------------------- | -------------------- | -------------------- | -------------------- | -------------------- | -------------------- | ---------------------- |
| 1981                 | 1,779,462            | 31.3%                | New                  | 8 / 24               | ▲ 8                  | #2                   | Georgios Rallis        |
| 1984                 | 2,266,568            | 38.1%                | +6.8                 | 9 / 24               | ▲ 1                  | #2                   | Evangelos Averoff      |
| 1989                 | 2,647,215            | 40.5%                | +2.4                 | 10 / 24              | ▲ 1                  | #1                   | Constantine Mitsotakis |
| 1994                 | 2,133,372            | 32.7%                | -7.8                 | 9 / 25               | ▼ 1                  | #2                   | Miltiadis Evert        |
| 1999                 | 2,314,371            | 36.0%                | +3.3                 | 9 / 25               | ▬ 0                  | #1                   | Kostas Karamanlis      |
| 2004A                | 2,633,961            | 43.0%                | +4.7                 | 11 / 24              | ▲ 2                  | #1                   | Kostas Karamanlis      |
| 2009                 | 1,655,636            | 32.3%                | -10.7                | 8 / 22               | ▼ 3                  | #2                   | Kostas Karamanlis      |
| 2014                 | 1,298,713            | 22.7%                | -9.6                 | 5 / 21               | ▼ 3                  | #2                   | Antonis Samaras        |
| 2019                 | 1,872,814            | 33.1%                | +10.4                | 8 / 21               | ▲ 3                  | #1                   | Kyriakos Mitsotakis    |

A Rezultatele din 2004 sunt comparate cu totalurile combinate pentru totalurile ND și partidul Primăvara Politică în alegerile din 1999.